# Hydrovatus sandwichensis
Hydrovatus sandwichensis là một loài bọ cánh cứng trong họ Bọ nước. Loài này được Biström miêu tả khoa học năm 1995.